# Harold Monro

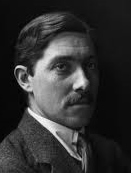
Harold Monro

Harold Edward Monro (* 14. März 1879 in Brüssel; † 16. März 1932 in Broadstairs) war ein britischer Dichter und Besitzer des Poetry Bookshop in Bloomsbury, London.

## Leben und Wirken
Monro war nicht nur selbst Dichter, sondern er war in seiner Eigenschaft als Besitzer einer Buchhandlung auch Verleger und Herausgeber von Gedichtbänden und der Zeitschrift The Poetry Review, mit denen er vielen bis dahin unbekannten Dichtern zum Durchbruch verhalf. Besonders bemerkenswert ist seine Zusammenarbeit mit Edward Marsh bei der Herausgabe der Bänder der Georgian Poetry.
Monro veröffentlichte seine ersten eigenen Gedichte 1906. Angeregt durch H. G. Wells, der 1903 den Monte Verità von Ascona besucht hatte, gründete er einen lebensreformerischen "Samurai"-Orden und unternahm 1908 eine Fußwanderung ins Tessin, wo er bis 1914 auf dem "Wahrheitsberg" ansässig blieb, mit zeitweisen Aufenthalten in London und bei Edward Carpenter in Florenz.  Auf dem Monte Verità erlebte er den Durchbruch zu sich selbst: "I had reached the summit of my life – the mountain that was really to count, and glorifying everything that came after it". 
Sein Buchgeschäft in London gründete er 1912. Obwohl homosexuell, war er zweimal verheiratet. 1917 wurde er zum Kriegsdienst einberufen. Seine Gesundheit, die bereits im Krieg stark beeinträchtigt war, litt weiter unter seinem Alkoholismus, welcher zu seinem Tod beitrug.